# Дель Посо, Анхель
Анхель дель Посо Мерино (исп. Ángel del Pozo Merino; 14 июля 1934, Мадрид — 29 марта 2025) — испанский актёр. С 1960 года снялся более чем в семидесяти фильмах.
Ушёл из актёрской профессии в 1980 году, а с 1990 по 2008 год работал исполнительным продюсером и по связям с общественностью в Gestevisión Group, в Mediaset España Comunicación.
В апреле 2020 года переболел COVID-19. 11 октября 2020 года получил премию Tabernas de Cine Award за прижизненные достижения на фестивале западного кино в Альмерии в Мини-Голливуде и Форте Браво. Умер 29 марта 2025 года в возрасте 90 лет.

## Избранная фильмография
| Год  | Заголовок                            | Роль                       | Заметки |
| ---- | ------------------------------------ | -------------------------- | ------- |
| 1960 | Моя улица                            |                            |         |
| 1965 | Оружие для революции                 |                            |         |
| 1966 | Сдавайся и расплатись                | Чет Миллер                 |         |
| 1966 | Дикие пампасы                        | лейтенант Дель Рио         |         |
| 1966 | За несколько дополнительных долларов | капитан Лефевр             |         |
| 1967 | Стеклянный сфинкс                    | Алекс                      |         |
| 1967 | Лицом к лицу                         | Максимилиан де Винтон      |         |
| 1969 | Симон Боливар                        |                            |         |
| 1969 | Мост через Эльбу                     | Стержень                   |         |
| 1970 | Банда 'трёх хризантем'               | агент полиции Джон Уильямс |         |
| 1971 | Кэтлоу                               | Варгас                     |         |
| 1972 | Экспресс ужаса                       | Евтушенко                  |         |
| 1972 | Панчо Вилла                          | лейтенант Игер             |         |
| 1972 | Остров сокровищ                      | доктор Ливси               |         |
| 1973 | Человек по имени Полдень             | Бен Джаниш                 |         |
| 1973 | Три мушкетёра                        | Жюссак                     |         |
| 1974 | Четыре мушкетёра: Месть миледи       | Жюссак                     |         |
| 1975 | Леонор                               | капеллан                   |         |
| 1975 | Профессия: репортёр                  | полицейский инспектор      |         |